# Ferdinand Bac
Ferdinand Bac, pseudonimo di Ferdinand-Sigismond Bach (Stoccarda, 15 agosto 1859 – Compiègne, 18 novembre 1952), è stato un disegnatore austriaco naturalizzato francese.
Era figlio di Karl Philipp Heinrich Bach, a sua volta figlio illegittimo di Girolamo Bonaparte, e della sua seconda moglie Sabina Ludovica de Stetten, figlia del barone Sigismondo-Ferdinando di Stetten.

## Biografia
Ferdinand fu allevato ai margini del Secondo Impero francese. Qualche anno dopo la caduta del regime, decise di lasciare la Germania e la madre, per andare a vivere a Parigi una vita da studioso, ma al tempo stesso bohèmienne. Introdotto nel mondo che contava da Arsène Houssaye e da principe Napoleone, divenne un artista alla moda. Fu autore di numerose opere letterarie ed artistiche illustrate brillantemente dalla sua mano.
Frequentò Adolphe Thiers, Gambetta, Richard Wagner, Victor Hugo, Taine, Villiers de L'Isle-Adam, Paul Verlaine, Maurice Barrès, Barbey d'Aurevilly, Alphonse Daudet, Guy de Maupassant, Verdi, Gounod, Pierre de Nolhac, e tanti altri personaggi famosi del tempo.
Egli s'impose come uno dei primi disegnatori e caricaturisti del suo tempo, altrettanto celebre di Albert Robida, Job, Sem, Jean-Louis Forain o Caran d'Ache.

## Opere
- Les Maîtresses, comprendente 100 disegni a colori (1897)
- La Comédie féminine, contenente 100 disegni inediti (1899)
- Les Amants, comprendente 100 disegni a colori (1900)
- Yvette Guilbert à la Scala, pubblicato in Les maîtres de l'affiche (1895-1900).
- Des Images, contenente 100 disegni (1901)
- Petites Folies, contenente 100 disegni (1903)
- Vieille Allemagne. Nuremberg, le Château de Louisbourg (1906)
- Vieille Allemagne. Les Paysages de Goethe : Frankfort, Wetzlar, Weimar, Jéna (1907)
- Les Maîtres humoristes (1908)
- Le Fantôme de Paris (1908)
- Le Mystère vénitien : Vérone, Padoue, Venise (1909)
- Le Voyage romantique (2 volumes, 1910-1912)
- L'Aventure italienne (1912)
- Vieille France (1913)
- Souvenirs d'exil, la fin de la vieille Allemagne, 1812-1871 (1919)
- La Volupté romaine, ornato da 100 illustrazioni a colori dall'autore (1922)
- L'Aventure singulière d'Odysseus en quarante et une fresques (1923)
- Odysseus. Une aventure singulière, con 65 illustrazioni e fuori-testo a colori (1923)
- Les Colombières. Ses jardins et ses décors, commentati dal loro autore con 60 tavole a colori (1925)
- Jardins enchantés. Un Romancero. Con 36 giardini a colori dell'autore (1925)
- Le Pèlerin amoureux. Confessions d'un libertin (1926)
- L'Extra-planétaire. Impressions sur les Terrestres (1926)
- Jean Paul ou l'Amour universel. L'Allemagne romantique. 1763-1825 (1927)
- Schubert ou la harpe éolienne, 1797-1828 (1928)
- Le Mariage de l'impératrice Eugénie (1928)
- Louis I de Bavière et Lola Montès (1928)
- L'Eloge de la Folie, 10 litografie originali (1929)
- Le Voyage à Berlin. La Fin de l'Allemagne romantique (1929)
- Le Favori du cardinal Albani (Jean-Joachim Winckelmann), le père de l'archéologie, 1717-1768 (1929)
- La Princesse Mathilde. Sa vie et ses amis (1929)
- L'Ancienne France. La Cour des Tuileries sous le Second Empire (1930)
- Ferdinand Bac. L'Anti-Latin. L'Allemagne de la Réforme. 1517-1546 (1930)
- Intimités du second Empire. La Cour et la Ville, d'après des documents contemporains (1931)
- Intimités du second Empire. Les Femmes et la Comédie. D'après des documents contemporains (1931)
- Intimités du second Empire. Poètes et artistes, d'après des documents contemporains (1932)
- Le Prince Napoléon (1932)
- Napoléon III inconnu (1933)
- Vienne au temps de Napoléon, d'après des témoignages contemporains (1933)
- Le Secret de Talleyrand : d'après des témoignages contemporains (1933)
- Promenades dans l'Italie nouvelle (3 volumes, 1933-1935)
- Promenades dans la vieille Europe. La Ville de porcelaine. Dresde au temps des rois de Pologne et de Napoléon (1934)
- Promenades dans la vieille Europe. Munich. Choses vues de Louis II à Hitler (1934)
- Intimités de la IIIème République. De Monsieur Thiers au président Carnot. Souvenirs de jeunesse '1935)
- Intimités de la IIIème République. La Fin des temps délicieux. Souvenirs parisiens (1935)
- Intimités de la IIIème République. Des Ballets russes à la paix de Versailles. Souvenirs d'un témoin (1936)
- La Flûte et le tambour. Pensées d'un témoin du siècle (1937)
- Le Retour de la Grande Armée, 1812, d'après les témoignages des survivants, con 90 composizioni dell'autore (1939)
- Mérimée inconnu (1939)
- Citations de Montesquieu, con 4 disegni a colori (1943)
- Souvenirs de Compiègne, Second Empire (1946)